# Arsinöl
Arsinöl (oder Arsin-Öl), gelegentlich abgekürzt als A-Öl, ist eine hochgiftige Mischung aus Organoarsenverbindungen. Es zählt zu den sogenannten Blaukreuzkampfstoffen.
Arsinöl wurde bereits im Ersten Weltkrieg eingesetzt, aber in großen Mengen erst während des Zweiten Weltkrieges von einem Kampfstoffwerk in Löderburg bei Staßfurt produziert. Genutzt wurde es zur Senkung des Gefrierpunktes von Schwefellost.
Die Mischung bestand aus 50 % Phenylarsindichlorid, 35 % Diphenylarsinchlorid, 5 % Arsen(III)-chlorid und 5 % Triphenylarsin.
Nach dem Ende des Zweiten Weltkrieges lagerten in Deutschland noch etwa 7500 t Arsinöl, die von den Alliierten zumindest teilweise in der Ostsee, der Nordsee und der Biskaya versenkt wurden. Nach der Verbrennung von arsinölhaltigen Kampfstoffen wurde vereinzelt über eine Verschmutzung des Bodens durch Arsenverbindungen berichtet.